# Henry White Beeson
Henry White Beeson (* 14. September 1791 in Uniontown, Fayette County, Pennsylvania; † 28. Oktober 1863 ebenda) war ein US-amerikanischer Politiker. Zwischen 1841 und 1843 vertrat er den Bundesstaat Pennsylvania im US-Repräsentantenhaus.

## Werdegang
Henry Beeson besuchte die öffentlichen Schulen seiner Heimat und arbeitete danach in der Landwirtschaft. Außerdem wurde er Mitglied der Miliz im Fayette County, in der er es bis zum Oberst brachte. Politisch schloss er sich der Demokratischen Partei an.
Nach dem Rücktritt des Abgeordneten Enos Hook wurde Beeson bei der fälligen Nachwahl als dessen Nachfolger in das US-Repräsentantenhaus in Washington, D.C. gewählt, wo er am 31. Mai 1841 sein neues Mandat antrat. Da er im Jahr 1842 nicht bestätigt wurde, konnte er bis zum 3. März 1843 nur die laufende Legislaturperiode im Kongress beenden. Diese Zeit war von den Spannungen zwischen Präsident John Tyler und den Whigs geprägt. Außerdem wurde damals bereits über eine mögliche Annexion der seit 1836 von Mexiko unabhängigen Republik Texas diskutiert.
Nach dem Ende seiner Zeit im US-Repräsentantenhaus betätigte sich Henry Beeson wieder in der Landwirtschaft. Er starb am 28. Oktober 1863 nahe Uniontown, wo er auch beigesetzt wurde.